# Dominikia roonwali
Dominikia roonwali is een keversoort uit de familie boorkevers (Bostrichidae). De wetenschappelijke naam van de soort is voor het eerst geldig gepubliceerd in 1966 door Rai.